# Горинович, Василий Елисеевич
Василий Елисеевич Горинович (6 января 1858 года, Житомир, Волынская губерния, Российская империя — 19 сентября 1913 года, Москва, Российская империя) — российский революционер, народник, член партии «Народная воля», этнограф.
Брат Николая Елисеевича Гориновича.

## Биография
Родился в большой, старинной и обедневшей семье почётного гражданина, губернского секретаря. В 1860 году семья переехала в Киев. Отец семьи — Горинович Елисей Николаевич со временем получил чин коллежского секретаря и должность столоначальника канцелярии Киевского генерал-губернатора. Мать — Марина Петровна (в девичестве Борецкая), домохозяйка, в дальнейшем — сестра милосердия военного госпиталя. В семье было шестеро детей: сёстры — Елизавета, Ольга, братья — Николай, Василий, Арсений, Иван и Автоном.
Учился сначала во 2-й Киевской гимназии, а затем поступил в учительский институт в Глухове (Черниговская губерния).
В 1878 году окончил институт, но аттестата об окончании не получил, так как был отчислен за плохое поведение. Вступившись за честь брата, дал пощёчину воспитаннику института, высказавшему подозрение о возможном предательстве Николая Гориновича.
С мая 1879 года жил в Кременчуге (Полтавская губерния). Работал на Харьково-Николаевской железной дороге чертёжником. Вместе с А. И. Преображенским организовал в Кременчуге расклейку революционных прокламаций.
В августе 1880 года переехал в Киев. Примкнул к Южно-Русскому рабочему союзу, а затем вошёл в группу партии «Народная воля».
В начале 1881 года был руководителем киевской боевой дружины. Руководство партии поручило совершить, вместе с Я. И. Петлицким, убийство жандармского подполковника Г. П. Судейкина. После неудавшегося покушения на Судейкина, выполнял поручения «Народной воли».
В июле 1881 года переселился в Санкт-Петербург.
2 октября 1881 года по подложному паспорту на имя В. С. Петрова обвенчался с Надеждой Николаевной Андрущенко в Петербурге, откуда они вскоре были высланы как лица, не имевшие определенных занятий.
В ноябре 1881 года переехали в Москву. Вёл революционную работу, вместе с Ю. Н. Богдановичем и П. А. Теллаловым и заведывал паспортным столом партии «Народная Воля», занимался изготовлением фальшивых печатей для изготовления фальшивых паспортов. После своего отъезда в Лохвицкий уезд (Полтавская губерния) передал паспортный стол И. В. Калюжному.
9 апреля 1882 года арестован на улице в Москве, после возвращения из Полтавской губернии. Содержался сначала в Сущёвской полицейской части, отказываясь называть свою фамилию, которая была установлена только после ареста жены Надежды Николаевны 5 июня 1882 года в Петербурге.
В виду установления тесных связей с И. В. Калюжным, М. Ф. Грачевским, Ю. Н. Богдановичем привлечен в числе 71-го лица к дознанию при Петербургском жандармском управлении по делу о лицах, принадлежавших к террористической фракции партии «Народная Воля».
С 24 сентября 1882 года содержался в Трубецком бастионе Петропавловской крепости.
3 февраля 1883 года переведён в Дом предварительного заключения.
Одновременно, Киевским жандармским управлением привлечён по обвинению в организации в 1880 году в Киеве рабочих кружков и в связях с государственными преступниками Яковом Петлицким и Исааком Левинским.
По Высочайшему повелению от 2 февраля 1883 года по первому делу (принадлежности к террористической фракции партии «Народная Воля») подлежал высылке под надзор полиции в Восточную Сибирь на пять лет, если по делу о киевских революционном кружке, не будет подлежать более строгому наказанию.
По делу о киевской группе партии «Народная воля» предан Киевскому военно-окружному суду в общем числе 7 подсудимых. Суд проходил с 8 по 14 августа 1883 года.
Признан виновным в принадлежности к русской социально-революционной партии, в подделке подложных видов на жительство и в проживании по ним и 14 августа 1883 года приговорён к лишению всех прав состояния и к ссылке в каторжные работы в рудниках на 15 лет, а затем к поселению в Сибири навсегда, причем суд ходатайствовал о замене означенного наказания ссылкою в каторжные работы в крепостях на 8 лет.
Приговор был объявлен 18 августа 1883 года и 21 августа утверждён по конфирмации киевского генерал-губернатора.
Отправлен 6 сентября 1883 года из Киева в Московскую пересыльную тюрьму. В 1885 году прибыл на Карийскую каторгу.
В 1886 году выпущен в вольную команду.
В ноябре 1887 года по отбытии срока каторжных работ был отправлен в Якутскую область и поселён в Батурусском улусе, сначала в Сулгачинском наслеге, а затем в селе Чурапча. Занимался лечением якутов, а затем получил разрешение поселиться в Якутске, где занимался фотографией.
В 1894 году принял участие в работах Аяне-Нельканской экспедиции П. А. Сикорского; составил топографическую съемку местности.
С конца 1894 года принимал участие в Сибиряковской экспедиции для исследования быта населения Якутской области. Обработку собранных им материалов закончил незадолго до смерти. Из Якутской области писал в газету «Восточное Обозрение».
Со второй половины 1896 года работал по исследованию быта тунгусов Алданской системы.
Срок обязательного пребывания в Сибири по манифесту от 1896 года был сокращён на 1 год и кончался 12 ноября 1902 года.
После ссылки остался жить в Якутске. Работал в торговой фирме «Анна Громова и сыновья», плавал помощником капитана на судне компании.
В феврале 1904 года отказался поддержать протест якутян.
В 1905 году принимал активное участие в освободительном движении в Якутске.
В 1907 году уехал из Якутска и с 1908 года жил в Одессе, где работал на транспорте.
Умер 19 сентября 1913 года в больнице в Москве.

## Жена
Горинович Надежда Николаевна (в девичестве Андрущенко) (1861 Золотоношский уезд Полтавская губерния — апрель 1887 Карийская каторга) — дворянка, дочь бывшего станового пристава. Окончила Киевский институт и два курса на Высших женских курсах в Петербурге. Принадлежала к кружку М. Ф. Грачевского. Обвенчалась с В. Е. Гориновичем 2 октября 1881 года в Санкт-Петербурге, общалась с революционными деятелями. Полицией высланы с мужем в Москву. После ареста мужа 9 апреля 1882 года, вернулась в Санкт-Петербург. Арестована 5 июня 1882 года. Привлечена вместе с мужем к дознанию по делу о принадлежности к террористической фракции партии «Народная воля». По Высочайшему повелению от 2 февраля 1883 года подлежала высылке в Западную Сибирь на три года под гласный надзор полиции. Со 2 мая 1883 года находилась в лазарете Дома предварительного заключения. В конце июня 1883 года освобождена по болезни и до решения дела мужа выслана в Подольскую губернию к сестре, где была подчинена гласному полицейскому надзору. В октябре 1883 года приехала в Москву, где её муж, уже осуждённый, содержался в Московской пересыльной тюрьме; подчинена гласному полицейскому надзору. Арестована 19 декабря 1883 года и привлечена к дознанию на основании агентурных сведений о её намерении освободить мужа из тюрьмы. Содержалась сначала в Пречистенской полицейской части, а в январе 1884 года, как следующая за мужем в Сибирь переведена в Московскую пересыльную тюрьму. Ввиду неподтверждения агентурных данных дело прекращено. Последовала за мужем на Кару.

Умерла от туберкулёза в апреле 1887 года на Каре.